# يزيد بن حبناء
يزيد بن حبناء هو يزيد بن عمرو بن ربيعة الحنظلي التميمي، وهو أحد شعراء الخوارج، ولديه أخان هما صخر والمغيرة وكلاهما شاعر، خرج مع فرقة الازارقة.
له شعر في كتاب شعر الخوارج، وهو القائل في كلمة طويلة وكتبت إليه زوجته تطلب منه هدايا وألطافاً: